# Senoculus scalarum
Senoculus scalarum är en spindelart som beskrevs av Rita Delia Schiapelli och Gerschman 1958. Senoculus scalarum ingår i släktet Senoculus och familjen Senoculidae. Inga underarter finns listade i Catalogue of Life.